# منصور الثقفی
منصور الثقفی (عربی: منصور الثقفي؛ زادهٔ ۱۴ ژانویهٔ ۱۹۷۹) یک بازیکن فوتبال اهل عربستان سعودی است.